# Список Героев Социалистического Труда (Ли — Лощёнова)
Эта страница является частью списка Героев Социалистического Труда и перечисляет в алфавитном порядке лиц, удостоенных звания Героя Социалистического Труда, чьи фамилии начинаются с буквы «Л», от Ли до Лощёнова.
- Список не включает дважды и трижды Героев Социалистического Труда, а также лиц, лишённых этого звания.
- Список содержит информацию о датах жизни, роде деятельности и дате присвоения звания Героя.
- Герои, удостоенные звания посмертно, выделены в списке  серым цветом .
- Герои, сменившие фамилию после присвоения звания, приводятся в списках дважды, при этом строка с новой фамилией выделяется  бежевым цветом  и не имеет номера.

## Список людей, фамилии которых начинаются с «Л»
| Навигационная таблица | Навигационная таблица |
| --------------------- | --------------------- |
| «Л»                   | Лаанеметс — Лещинер   |
| «Л»                   | Ли — Лощёнова         |
| «Л»                   | Лубенец — Ляшко       |

| №          | Фамилия, имя, отчество                 | Даты жизни              | Деятельность | Дата присвоения | ГС         |
| ---------- | -------------------------------------- | ----------------------- | --- | --------------- | ---------- |
| 1          | Ли Александр                           | 1915 — ????             | Звеньевой колхоза имени Микояна Нижне-Чирчикского района Ташкентской области | 13.06.1950      | [ ГС 1 ]   |
| 2          | Ли Бен-Сер                             | 1899 — 06.11.1972       | Звеньевой колхоза «Авангард» Чиилийского района Кзыл-Ординской области | 20.05.1949      | [ ГС 2 ]   |
| 3          | Ли Бон-Сик                             | 14.01.1926 — 2000       | Звеньевой колхоза «Правда» Верхне-Чирчикского района Ташкентской области | 17.07.1951      | [ ГС 3 ]   |
| 4          | Ли Бонсен                              | 1906 — 06.1980          | Бригадир колхоза «Полярная звезда» Средне-Чирчикского района Ташкентской области | 18.05.1949      | [ ГС 4 ]   |
| 5          | Ли Бончун                              | 02.04.1917 — 02.01.1970 | Звеньевой колхоза «Полярная звезда» Средне-Чирчикского района Ташкентской области | 18.05.1949      | [ ГС 5 ]   |
| 6          | Ли Борис                               | 07.02.1927 — 27.08.2003 | Звеньевой колхоза имени Ворошилова Нижне-Чирчикского района Ташкентской области | 17.07.1951      | [ ГС 6 ]   |
| 7          | Ли Гванок                              | 16.03.1914 — ????       | Колхозник колхоза «Полярная звезда» Средне-Чирчикского района Ташкентской области | 13.06.1950      | [ ГС 7 ]   |
| 8          | Ли Гирсен                              | 1900 — 10.05.1962       | Звеньевой колхоза «Полярная звезда» Средне-Чирчикского района Ташкентской области | 01.11.1951      | [ ГС 8 ]   |
| 9          | Ли Гым Нен                             | 15.04.1915 — 22.11.1979 | Бригадир хлопководческой бригады колхоза «Путь к коммунизму» Ильичёвского района Южно-Казахстанской области | 08.06.1957      | [ ГС 9 ]   |
| 10         | Ли До-Хен                              | 02.09.1919 — 04.1998    | Звеньевой колхоза имени Димитрова Нижне-Чирчикского района Ташкентской области | 17.07.1951      | [ ГС 10 ]  |
| 11         | Ли Дюн Су                              | 11.12.1914 — 22.09.1970 | Агроном колхоза имени Энгельса Нижне-Чирчикского района Ташкентской области | 21.12.1953      | [ ГС 11 ]  |
| 12         | Ли Ен-Бем                              | 01.10.1927 — 14.08.1979 | Директор птицесовхоза «Тарановский» Тарановского района Кустанайской области | 06.09.1973      | [ ГС 12 ]  |
| 13         | Ли Ен-Гу                               | 1922 — ????             | Колхозник колхоза «Большевик» Чиилийского района Кзыл-Ординской области | 21.06.1950      | [ ГС 13 ]  |
| 14         | Ли Ен-Гын                              | 1903 — 12.03.1986       | Бригадир колхоза «Авангард» Чиилийского района Кзыл-Ординской области | 20.05.1949      | [ ГС 14 ]  |
| 15         | Ли Ен Хо                               | 01.12.1922 — 31.07.2011 | Звеньевой колхоза имени Свердлова Верхне-Чирчикского района Ташкентской области | 21.12.1953      | [ ГС 15 ]  |
| 16         | Ли Енсон                               | 17.10.1914 — ????       | Звеньевой колхоза «Полярная звезда» Средне-Чирчикского района Ташкентской области | 18.05.1949      | [ ГС 16 ]  |
| 17         | Ли И-Сон                               | 1915 — 09.09.1975       | Звеньевой колхоза «Правда» Верхне-Чирчикского района Ташкентской области | 17.07.1951      | [ ГС 17 ]  |
| 18         | Ли Константин                          | 04.08.1920 — 11.02.1998 | Звеньевой колхоза имени Свердлова Верхне-Чирчикского района Ташкентской области | 22.05.1951      | [ ГС 18 ]  |
| 19         | Ли Любовь                              | 19.09.1924 — 28.11.2000 | Бригадир колхоза «Политотдел» Верхне-Чирчикского района Ташкентской области | 05.11.1962      | [ ГС 19 ]  |
| 20         | Ли Мен-Хак                             | 10.12.1885 — ????       | Звеньевой колхоза имени Микояна Нижне-Чирчикского района Ташкентской области | 22.05.1951      | [ ГС 20 ]  |
| 21         | Ли Надежда                             | 1920—1951               | Звеньевая полеводческого звена колхоза «МОПР» Каратальского района Талды-Курганской области | 28.03.1948      | [ ГС 21 ]  |
| 22         | Ли Николай                             | 1920—1978               | Звеньевой колхоза «Полярная звезда» Средне-Чирчикского района Ташкентской области | 18.05.1949      | [ ГС 22 ]  |
| 23         | Ли Пётр                                | род. 1931               | Звеньевой колхоза имени Микояна Нижне-Чирчикского района Ташкентской области | 13.06.1950      | [ ГС 23 ]  |
| 24         | Ли Пётр                                | 01.09.1925 — 06.01.2005 | Звеньевой колхоза имени Димитрова Нижне-Чирчикского района Ташкентской области | 17.07.1951      | [ ГС 24 ]  |
| 25         | Ли Сергей                              | 15.06.1912 — 1999       | Колхозник колхоза «Новая жизнь» Нижне-Чирчикского района Ташкентской области | 18.09.1950      | [ ГС 25 ]  |
| 26         | Ли Сынбон                              | 1919 — ????             | Колхозник колхоза «Полярная звезда» Средне-Чирчикского района Ташкентской области | 13.06.1950      | [ ГС 26 ]  |
| 27         | Ли Татьяна                             | 23.09.1923 — 12.02.2008 | Бригадир полеводческой бригады колхоза «Дальний Восток» Каратальского района Талды-Курганской области | 28.03.1948      | [ ГС 27 ]  |
| 28         | Ли Филипп Иванович                     | 1913 — 15.04.1969       | Председатель колхоза имени III Интернационала Ильичёвского района Южно-Казахстанской области | 08.06.1957      | [ ГС 28 ]  |
| 29         | Ли Филипп Иванович                     | 03.04.1903 — 06.10.1981 | Бригадир тракторной бригады Уш-Тобинской МТС Каратальского района Талды-Курганской области | 20.05.1949      | [ ГС 29 ]  |
| 30         | Ли Чан-Юр                              | 10.11.1924 — 26.05.1978 | Звеньевой колхоза имени Свердлова Верхне-Чирчикского района Ташкентской области | 22.05.1951      | [ ГС 30 ]  |
| 31         | Ли Чен-Гым                             | 06.02.1919 — 20.05.1986 | Звеньевой колхоза имени Свердлова Верхне-Чирчикского района Ташкентской области | 22.05.1951      | [ ГС 31 ]  |
| 32         | Либлик Ханс Александрович              | 1916 — 01.1993          | Бригадир слесарей Таллинского машиностроительного завода Министерства химического и нефтяного машиностроения СССР, Эстонская ССР | 20.04.1971      |            |
| 33         | Ливенский Егор Николаевич              | 23.03.1902 — 24.04.1959 | Председатель колхоза «Ленинский путь» Мантуровского района Курской области | 07.12.1957      | [ ГС 32 ]  |
| 34         | Ливенский Фёдор Сафронович             | 18.11.1916 — 28.12.1951 | Старший чабан племенного овцеводческого совхоза «Советское руно» Министерства совхозов СССР, Ипатовский район Ставропольского края | 22.10.1949      | [ ГС 33 ]  |
| 35         | Ливенцов Василий Андреевич             | 16.01.1914 — 15.07.2004 | Первый секретарь Актюбинского обкома Компартии Казахстана | 19.02.1981      | [ ГС 34 ]  |
| 36         | Ливенцов Иван Николаевич               | 30.06.1904 — 20.08.1977 | Директор Ленинградского завода имени Козицкого Министерства радиопромышленности СССР | 29.07.1966      | [ ГС 35 ]  |
| 37         | Ливманис Станислав Язепович            | род. 24.12.1939         | Мастер машинного доения Яунпилсской опытной станции животноводства Латвийского научно-исследовательского института животноводства и ветеринарии, Тукумский район                                                                                 | 16.03.1981      | [ ГС 36 ]  |
| 38         | Лигостаев Андрей Яковлевич             | 13.02.1929 — 23.08.2021 | Чабан государственного племенного завода «Курьинский» Курьинского района Алтайского края | 08.04.1971      | [ ГС 37 ]  |
| 39         | Лидакс Харий Мартынович                | 09.08.1934 — 25.08.2008 | Капитан среднего рыболовного траулера № 4580 Управления экспедиционного лова, гор. Лиепая Латвийской ССР | 06.04.1961      | [ ГС 38 ]  |
| 40         | Лидовская Татьяна Сергеевна            | 24.01.1913 — 09.05.1997 | Звеньевая семеноводческого совхоза «Красная волна» Министерства совхозов СССР, Великобурлукский район Харьковской области | 13.03.1948      | [ ГС 39 ]  |
| 41         | Лидовский Николай Гаврилович           | 07.11.1925 — 20.12.1999 | Бригадир забойщиков комбината «Сихали» Приморского совнархоза | 09.06.1961      | [ ГС 40 ]  |
| 42         | Лидоренко Николай Степанович           | 15.04.1916 — 10.11.2009 | Директор Всесоюзного научно-исследовательского института источников тока Министерства электротехнической промышленности СССР, гор. Москва | 20.04.1971      | [ ГС 41 ]  |
| 43         | Лижнюк Вера Григорьевна                | род. 1932               | Звеньевая колхоза имени Пархоменко Владимир-Волынского района Волынской области | 05.08.1952      |            |
| 44         | Лизунов Иван Михайлович                | 20.10.1923 — 02.01.1975 | Директор совхоза имени Маленкова Булаевского района Северо-Казахстанской области | 11.01.1957      | [ ГС 42 ]  |
| 45         | Лизунова Акулина Никифоровна           | 15.06.1907 — ????       | Звеньевая виноградарского совхоза имени Молотова Министерства пищевой промышленности СССР, Анапский район Краснодарского края | 26.09.1950      | [ ГС 43 ]  |
| 46         | Лийв Валерий Рихардович                | род. 18.12.1938         | Бригадир токарей Таллинского производственного объединения «Таллэкс» имени 50-летия СССР Министерства строительного, дорожного и коммунального машиностроения СССР, Эстонская ССР                                                                | 11.03.1981      | [ ГС 44 ]  |
| 47         | Лилейченко Алексей Трофимович          | 15.01.1938 — 12.10.2015 | Комбайнёр колхоза «Родина» Орловского района Ростовской области | 07.12.1973      | [ ГС 45 ]  |
| 48         | Лилик Анна Иосифовна                   | род. 14.02.1927         | Агроном свеклосовхоза Бобровицкого сахкомбината Черниговской области | 23.06.1966      |            |
| 49         | Лилица Пётр Иванович                   | 1918 — ????             | Звеньевой колхоза «Шляхом Ленина» Раздельнянского района Одесской области | 30.04.1966      | [ ГС 46 ]  |
| 50         | Лилуева Зинаида Николаевна             | 03.07.1923 — 01.02.1996 | Звеньевая колхоза имени Чкалова Арзамасского района Горьковской области | 30.04.1966      | [ ГС 47 ]  |
| 51         | Лим Мен Гык                            | 13.02.1905 — 31.08.1975 | Председатель колхоза «Гигант» Задарьинского района Наманганской области | 11.01.1957      | [ ГС 48 ]  |
| 52         | Лим Чан-Юр                             | 13.09.1903 — 21.08.2000 | Звеньевой колхоза «Правда» Верхне-Чирчикского района Ташкентской области | 08.02.1954      | [ ГС 49 ]  |
| 53         | Лимарева Мария Ивановна                | 21.08.1923 — 14.07.2016 | Звеньевая колхоза имени Ленина Шебекинского района Белгородской области | 31.12.1965      | [ ГС 50 ]  |
| 54         | Лиморенко Агриппина Самойловна         | 1909 — ????             | Рабочая семеноводческого совхоза «Лабинский» Министерства совхозов СССР, Лабинский район Краснодарского края | 17.08.1950      | [ ГС 51 ]  |
| 54.000001  | Линиченко Варвара Федотовна            | 16.12.1928 — 30.11.1998 | Птичница колхоза имени Ватутина Валуйского района Белгородской области | 22.03.1966      | [ ГС 52 ]  |
| 55         | Линник Владимир Павлович               | 06.07.1889 — 09.07.1984 | Начальник отдела Государственного оптического института Министерства оборонной промышленности СССР, профессор Ленинградского института точной механики и оптики, академик Академии наук СССР                                                     | 04.07.1969      | [ ГС 53 ]  |
| 56         | Линник Юрий Владимирович               | 08.01.1915 — 30.06.1972 | Научный сотрудник Математического института имени В. А. Стеклова, профессор Ленинградского государственного университета имени А. А. Жданова, академик Академии наук СССР                                                                        | 13.03.1969      | [ ГС 54 ]  |
| 57         | Линников Георгий Кириллович            | 23.04.1903 — ????       | Бригадир тракторно-полеводческой бригады Бидаикского совхоза Кзылтуского района Кокчетавской области | 11.01.1957      | [ ГС 55 ]  |
| 58         | Линькова Клавдия Александровна         | 29.04.1927 — 02.08.2016 | Звеньевая колхоза «Новый мир» Тетюшского района Татарской АССР | 06.03.1948      | [ ГС 56 ]  |
| 59         | Липатов Леонид Петрович                | 29.03.1915 — 31.12.1992 | Начальник Главзападуралстроя Министерства промышленного строительства СССР, гор. Пермь | 12.04.1974      | [ ГС 57 ]  |
| 60         | Липатов Тимофей Иванович               | 15.03.1888 — 01.05.1959 | Заместитель командира крейсера «Аврора», гор. Ленинград | 21.06.1957      | [ ГС 58 ]  |
| 61         | Липатова Любовь Андреевна              | 1929—2003               | Участковый агроном совхоза имени Вильямса Есильского района Акмолинской области | 07.03.1960      | [ ГС 59 ]  |
| 61.000002  | Липатова Полина Филипповна             | 28.12.1926 — 12.06.2012 | Свинарка свиноводческого совхоза имени Калинина Министерства совхозов СССР, Артёмовский район Сталинской области | 24.09.1949      | [ ГС 60 ]  |
| 62         | Липов Иван Захарович                   | 20.07.1933 — 23.07.2018 | Машинист экскаватора Киселёвского разреза комбината «Кузбасскарьеруголь» Министерства угольной промышленности СССР, Кемеровская область | 30.03.1971      | [ ГС 61 ]  |
| 63         | Липский Емельян Сергеевич              | 19.07.1928 — 20.10.2007 | Токарь Новосибирского завода электроагрегатов Новосибирского электротранспортного производственного объединения «Электроагрегат» Министерства электротехнической промышленности СССР                                                             | 10.03.1976      | [ ГС 62 ]  |
| 64         | Лисавенко Михаил Афанасьевич           | 03.10.1897 — 27.08.1967 | Директор Алтайской опытной станции садоводства Министерства сельского хозяйства РСФСР, академик ВАСХНИЛ, гор. Барнаул Алтайского края | 30.04.1966      | [ ГС 63 ]  |
| 65         | Лисаков Иван Максимович                | 06.09.1917 — 05.07.1995 | Скотник-пастух колхоза «Дело Октября» Ижевского района Рязанской области | 08.01.1960      | [ ГС 64 ]  |
| 66         | Лисаков Михаил Иванович                | 1932 — 31.08.1990       | Старший мастер по добыче рыбы большого морозильного рыболовного траулера «Штурман Елагин» Управления океанического рыболовства производственного объединения «Камчатрыбпром» Министерства рыбного хозяйства СССР, Камчатская область             | 23.01.1974      | [ ГС 65 ]  |
| 67         | Лисецкий Михаил Антонович              | 19.08.1937 — 11.10.2003 | Драгер Комсомольского горно-обогатительного комбината Северовосточного производственного золотодобывающего объединения (Северовостокзолото) Министерства цветной металлургии СССР, Магаданская область                                           | 19.04.1982      | [ ГС 66 ]  |
| 68         | Лисин Николай Викторович               | 11.12.1912 — 12.12.1981 | Председатель колхоза имени Мичурина Камско-Устьинского района Татарской АССР | 22.03.1966      | [ ГС 67 ]  |
| 69         | Лисина Анфисья Абрамовна               | 08.09.1924 — 08.05.2007 | Доярка колхоза имени XVII съезда ВКП(б) Исакогорского района Архангельской области | 17.06.1949      | [ ГС 68 ]  |
| 70         | Лисицина Мария Иосифовна               | 23.01.1921 — 22.06.2011 | Учительница русского языка и литературы средней школы № 1, гор. Белогорск Амурской области | 20.07.1971      | [ ГС 69 ]  |
| 71         | Лисицын Виктор Николаевич              | 16.11.1905 — 30.11.1978 | Директор завода № 153 имени В. П. Чкалова Народного комиссариата авиационной промышленности СССР, гор. Новосибирск | 16.09.1945      | [ ГС 70 ]  |
| 72         | Лисицын Фёдор Андреевич                | 1919 — ????             | Забойщик шахты № 10 имени Артёма треста «Ворошиловуголь» Министерства угольной промышленности Украинской ССР, Ворошиловградская область | 26.04.1957      | [ ГС 71 ]  |
| 73         | Лисичников Алексей Георгиевич          | 30.03.1932 — 2006       | Механизатор-кукурузовод колхоза «1 Мая» Шилкинского района Читинской области | 31.12.1961      | [ ГС 72 ]  |
| 74         | Лисняк Нина Сергеевна                  | род. 06.02.1940         | Звеньевая совхоза «Чаплинский» Царичанского района Днепропетровской области | 23.06.1966      |            |
| 75         | Лисняк Павел Егорович                  | 15.12.1933 — 15.10.2001 | Забойщик шахты имени Артёма треста «Артёмуголь» Министерства угольной промышленности Украинской ССР, Донецкая область | 12.05.1977      | [ ГС 73 ]  |
| 76         | Лисов Иван Игнатьевич                  | 1923—1975               | Начальник Оренбургского управления буровых работ объединения «Оренбургнефть» Министерства нефтяной промышленности СССР, Оренбургская область | 30.03.1971      | [ ГС 74 ]  |
| 77         | Лисовенко Пётр Лаврентьевич            | 1917—1975               | Бригадир электромонтёров Темиртауского монтажного управления треста «Казэлектромонтаж» Министерства монтажных и специальных строительных работ СССР, Карагандинская область                                                                      | 26.07.1966      | [ ГС 75 ]  |
| 78         | Лисовой Тимофей Григорьевич            | 19.06.1923 — 20.08.2011 | Первый секретарь Кагарлыкского райкома Компартии Украины, Киевская область | 22.03.1966      | [ ГС 76 ]  |
| 79         | Лисовцева Пелагея Дмитриевна           | 21.10.1916 — 21.10.1976 | Старшая отбельщица Архангельского целлюлозно-бумажного комбината Архангельского совнархоза | 07.03.1960      | [ ГС 77 ]  |
| 80         | Лисотин Иван Иннокентьевич             | 1906 — ????             | Бригадир колхоза «Путь Ильича» Минусинского района Красноярского края | 21.02.1949      | [ ГС 78 ]  |
| 81         | Листопад Мария Максимовна              | 13.10.1911 — 20.08.1989 | Свинарка совхоза имени Чапаева Диканьского района Полтавской области | 26.02.1958      | [ ГС 79 ]  |
| 82         | Листопадов Павел Антонович             | 05.07.1927 — 02.10.2015 | Токарь Саратовского завода приёмно-усилительных ламп Министерства электронной промышленности СССР | 29.07.1966      | [ ГС 80 ]  |
| 83         | Литау Фрида Гавриловна                 | 17.04.1923 — 21.11.1977 | Доярка Кокчетавской областной сельскохозяйственной опытной станции | 22.03.1966      | [ ГС 81 ]  |
| 84         | Литвин Иван Фёдорович                  | 05.10.1930 — 06.07.1983 | Директор разреза имени 50-летия Октября производственного объединения «Кемеровоуголь» Министерства угольной промышленности СССР, гор. Белово Кемеровской области                                                                                 | 02.03.1981      | [ ГС 82 ]  |
| 85         | Литвин Мария Корнеевна                 | 07.03.1910 — 19.11.1973 | Звеньевая свиноводческого совхоза имени Красной Армии Министерства совхозов СССР, Полтавский район Полтавской области | 06.04.1949      | [ ГС 83 ]  |
| 86         | Литвин Мария Никифоровна               | род. 1926               | Трактористка Бердянской МТС Зачепиловского района Харьковской области | 18.06.1949      |            |
| 87         | Литвин Николай Ефимович                | 1903 — ????             | Председатель колхоза «Воля» Сахновщинского района Харьковской области | 16.02.1948      | [ ГС 84 ]  |
| 88         | Литвиненко Адель Николаевна            | 07.11.1926 — 03.01.2016 | Машинист-оператор прокатного стана Макеевского металлургического завода имени С. М. Кирова Министерства чёрной металлургии Украинской ССР, Донецкая область                                                                                      | 22.03.1966      | [ ГС 85 ]  |
| 89         | Литвиненко Алексей Афанасьевич         | 25.11.1932 — ????       | Председатель колхоза «Родина» Марьинского района Донецкой области | 22.12.1977      | [ ГС 86 ]  |
| 90         | Литвиненко Анна Николаевна             | 1923 — ????             | Звеньевая колхоза «Большевик» Менского района Черниговской области | 23.04.1952      | [ ГС 87 ]  |
| 91         | Литвиненко Галина Пантелеевна          | 20.01.1921 — 19.01.1984 | Птичница совхоза «Средне-Бельский» Ивановского района Амурской области | 22.03.1966      | [ ГС 88 ]  |
| 92         | Литвиненко Иван Егорович               | 20.03.1933 — 26.11.1986 | Комбайнёр совхоза «Филатовский» Красноперекопского района Крымской области | 22.12.1977      | [ ГС 89 ]  |
| 93         | Литвиненко Павел Андреевич             | 27.06.1924 — 13.09.1990 | Старший мастер Тульского комбайнового завода Министерства тракторного и сельскохозяйственного машиностроения СССР | 05.04.1971      | [ ГС 90 ]  |
| 94         | Литвинов Борис Васильевич              | 12.11.1929 — 22.04.2010 | Главный конструктор НИИ-1011 Министерства среднего машиностроения СССР, гор. Снежинск Челябинской области | 04.09.1981      | [ ГС 91 ]  |
| 95         | Литвинов Василий Куприянович           | 10.09.1929 — 07.03.1981 | Старший осмотрщик вагонного депо Павлодар Казахской железной дороги, Павлодарская область | 16.01.1974      | [ ГС 92 ]  |
| 96         | Литвинов Дмитрий Григорьевич           | 10.10.1909 — 03.1968    | Председатель колхоза имени Кирова Ленинского (сельского) района Курской области | 07.12.1957      | [ ГС 93 ]  |
| 97         | Литвинов Иван Иванович                 | 16.09.1925 — 1996       | Директор совхоза «Степной» Сарпинского района Калмыцкой АССР | 07.12.1973      | [ ГС 94 ]  |
| 98         | Литвинов Фёдор Нефёдович               | 07.07.1907 — 29.11.1995 | Дорожный мастер Тамерланской дистанции пути Южно-Уральской железной дороги, Челябинская область | 01.08.1959      | [ ГС 95 ]  |
| 99         | Литвинов Юрий Петрович                 | 20.04.1908 — 12.09.1970 | Директор Кузнецкой МТС Кузнецкого района Кемеровской области | 06.03.1948      | [ ГС 96 ]  |
| 100        | Литвинова Мария Егоровна               | 1926 — ????             | Свинарка свиноводческого совхоза «Забойщик» Министерства совхозов СССР, Лисичанский район Ворошиловградской области | 22.10.1949      | [ ГС 97 ]  |
| 101        | Литвинцев Иван Филимонович             | 19.02.1894 — 31.07.1982 | Бригадир колхоза имени Чапаева Оловяннинского района Читинской области | 09.03.1948      | [ ГС 98 ]  |
| 102        | Литковец Лидия Фёдоровна               | род. 1939               | Звеньевая колхоза имени Кирова Локачинского района Волынской области | 26.02.1958      |            |
| 103        | Литман Райнгольд Эмильянович           | род. 1936               | Проходчик горных выработок шахты имени В. И. Ленина комбината «Карагандауголь» Министерства угольной промышленности СССР, Карагандинская область                                                                                                 | 30.03.1971      | [ ГС 99 ]  |
| 104        | Литовченко Григорий Павлович           | 1908—1977               | Председатель колхоза имени Сталина Генического района Херсонской области | 26.02.1958      | [ ГС 100 ] |
| 105        | Литовченко Иван Васильевич             | 1903 — ????             | Старший агроном Краснокутской МТС Харьковской области | 07.05.1948      |            |
| 106        | Литош Анастасия Ивановна               | 25.11.1919 — 09.09.1998 | Доярка совхоза «Мормаль» Жлобинского района Гомельской области | 22.03.1966      | [ ГС 101 ] |
| 107        | Лифанова Раиса Григорьевна             | род. 17.11.1937         | Телеграфистка Центрального телеграфа Министерства связи СССР, гор. Москва | 16.01.1974      | [ ГС 102 ] |
| 108        | Лифшиц Михаил Ильич                    | 24.01.1914 — 18.02.1987 | Заместитель главного конструктора ОКБ-52 Государственного комитета по авиационной технике СССР, Московская область | 28.04.1963      | [ ГС 103 ] |
| 109        | Лиханов Василий Алексеевич             | 1905—1978               | Забойщик шахты имени Димитрова комбината «Кузбассуголь» Министерства угольной промышленности восточных районов СССР, Кемеровская область | 28.08.1948      | [ ГС 104 ] |
| 110        | Лихацкий Аникий Кириллович             | 1894 — 08.12.1958       | Управляющий отделением совхоза имени Красной Армии Министерства совхозов СССР, Полтавский район Полтавской области | 13.03.1948      | [ ГС 105 ] |
| 111        | Лихачёв Генрих Алексеевич              | 29.05.1931 — 22.02.1984 | Буровой мастер конторы разведочного бурения треста «Печорнефтегазразведка» Коми совнархоза | 19.03.1959      | [ ГС 106 ] |
| 112        | Лихачёв Дмитрий Сергеевич              | 28.11.1906 — 30.09.1999 | Заведующий отделом древнерусской литературы Института русской литературы Академии наук СССР, академик АН СССР, гор. Ленинград | 27.11.1986      | [ ГС 107 ] |
| 113        | Лихачёва Александра Ивановна           | 25.09.1925 — 25.12.2009 | Доярка колхоза имени Жданова Богдановичского района Свердловской области | 08.04.1971      | [ ГС 108 ] |
| 114        | Лихитченко Виктор Фёдорович            | 31.01.1914 — 19.03.1992 | Машинист локомотивного депо Чита-1 Забайкальской железной дороги, Читинская область | 01.08.1959      | [ ГС 109 ] |
| 115        | Лиходеев Василий Спиридонович          | 01.01.1901 — 15.04.1981 | Комбайнёр Красносельской МТС Штейнгартского района Краснодарского края | 21.05.1951      | [ ГС 110 ] |
| 116        | Лихолат Владимир Фёдорович             | 28.12.1930 — 08.12.2004 | Токарь Днепропетровского комбайнового завода имени К. Е. Ворошилова Министерства тракторного и сельскохозяйственного машиностроения СССР | 07.06.1977      |            |
| 117        | Лихолатова Федора Александровна        | 1910 — ????             | Звеньевая колхоза «Коминтерн» Талды-Курганского района Талды-Курганской области | 28.03.1948      | [ ГС 111 ] |
| 118        | Лихолетов Георгий Антонович            | 17.04.1915 — ????       | Бригадир колхоза «Новая жизнь» Иссык-Кульского района Иссык-Кульской области | 08.04.1971      | [ ГС 112 ] |
| 119        | Лихотоп Пётр Харитонович               | 09.05.1927 — 1979       | Бригадир горнорабочих очистного забоя шахты № 25/26 треста «Сучануголь» комбината «Приморскуголь» Министерства угольной промышленности СССР, Приморский край                                                                                     | 29.06.1966      | [ ГС 113 ] |
| 120        | Лихуша Лидия Фёдоровна                 | 02.01.1937 — 2013       | Доярка совхоза «Карповцы» Бердичевского района Житомирской области | 22.03.1966      | [ ГС 114 ] |
| 121        | Лицкевич Татьяна Тихоновна             | 16.06.1931 — 28.02.2010 | Доярка экспериментальной базы «Вольно-Чернихово» Брестской областной сельскохозяйственной опытной станции, Барановичский район | 22.03.1966      | [ ГС 115 ] |
| 122        | Личко Василий Григорьевич              | 01.01.1922 — 21.03.2001 | Директор совхоза «Южный» Жовтневого района Николаевской области | 08.04.1971      | [ ГС 116 ] |
| 123        | Личковаха Василий Александрович        | 14.09.1924 — 16.07.1994 | Бригадир колхоза имени XXI съезда КПСС Семёновского района Полтавской области | 24.12.1976      | [ ГС 117 ] |
| 123.000003 | Лишута Раиса Ивановна                  | 25.12.1927 — 23.04.2019 | Звеньевая колхоза «Социалистическое табаководство» Северского района Краснодарского края | 24.02.1948      | [ ГС 118 ] |
| 124        | Лищенко Александра Максимовна          | 14.12.1918 — 23.08.1990 | Зоотехник колхоза «12-й Октябрь» Костромского района Костромской области | 26.08.1953      | [ ГС 119 ] |
| 125        | Лищук Владимир Давидович               | 15.10.1931 — 11.11.1980 | Председатель колхоза имени Ленина Чемеровецкого района Хмельницкой области | 24.12.1976      | [ ГС 120 ] |
| 126        | Лобанов Александр Сергеевич            | 10.01.1926 — 14.12.1974 | Бригадир электрослесарей-сборщиков завода № 418 Министерства среднего машиностроения СССР, гор. Свердловск | 07.03.1962      | [ ГС 121 ] |
| 127        | Лобанов Василий Васильевич             | 09.08.1917 — 17.12.2001 | Заместитель Министра общего машиностроения СССР, гор. Москва | 10.10.1982      | [ ГС 122 ] |
| 128        | Лобанов Николай Александрович          | 06.12.1904 — 09.06.1987 | Директор племенного совхоза «Октябрьский» Кемеровского района Кемеровской области | 22.03.1966      | [ ГС 123 ] |
| 129        | Лобанов Павел Павлович                 | 18.01.1902 — 13.08.1984 | Президент Всесоюзной академии сельскохозяйственных наук имени В. И. Ленина, гор. Москва | 31.12.1971      | [ ГС 124 ] |
| 130        | Лобанова Евдокия Ивановна              | 1915 — 25.10.1997       | Свинарка племенного завода «Катунь» Бийского района Алтайского края | 22.03.1966      | [ ГС 125 ] |
| 131        | Лобанова Нина Ивановна                 | 1924 — 18.09.1993       | Звеньевая подсобного хозяйства «Петровское» Ухтомского района Московской области | 13.07.1954      | [ ГС 126 ] |
| 132        | Лобач Елена Андреевна                  | 13.12.1932 — 27.07.2009 | Доярка совхоза «Панкратовский» Пензенского района Пензенской области | 06.09.1973      | [ ГС 127 ] |
| 133        | Лобачёв Георгий Викторович             | 1931—2001               | Начальник участка шахты имени Ф. Э. Дзержинского производственного объединения «Прокопьевскуголь» Министерства угольной промышленности СССР, Кемеровская область                                                                                 | 02.03.1981      | [ ГС 128 ] |
| 134        | Лобко София Андреевна                  | 19.09.1919 — 15.09.1993 | Звеньевая колхоза «Советская Белоруссия» Несвижского района Минской области | 30.04.1966      | [ ГС 129 ] |
| 135        | Лобов Александр Фёдорович              | 15.08.1903 — 15.08.1988 | Председатель колхоза «Победа» Белинского района Пензенской области | 23.06.1966      | [ ГС 130 ] |
| 136        | Лобов Валентин Николаевич              | 06.04.1936 — 27.10.2002 | Слесарь Пензенского завода точной электромеханики Пензенского производственного объединения «Электромеханика» Министерства приборостроения, средств автоматизации и систем управления СССР                                                       | 13.05.1977      | [ ГС 131 ] |
| 137        | Лобода Иван Иванович                   | 1922 — ????             | Председатель колхоза «10-риччя Жовтня» Прилукского района Черниговской области | 22.03.1966      | [ ГС 132 ] |
| 138        | Лобода Мария Тимофеевна                | 1916 — ????             | Звеньевая колхоза имени Луначарского Краснопольского района Сумской области | 16.02.1948      |            |
| 139        | Лобода Яков Данилович                  | 25.10.1928 — 23.03.2002 | Бригадир бурильщиков рудоуправления имени В. И. Ленина Министерства чёрной металлургии Украинской ССР, гор. Кривой Рог Днепропетровской области                                                                                                  | 30.03.1971      | [ ГС 133 ] |
| 140        | Лободенко Анна Афанасьевна             | 27.06.1918 — 1974       | Звеньевая колхоза «Красный Октябрь» Глушковского района Курской области | 02.01.1948      | [ ГС 134 ] |
| 141        | Лободенко Анна Семёновна               | 1915 — ????             | Свинарка овоще-молочного совхоза имени Орджоникидзе Министерства совхозов СССР, Днепропетровская область | 10.09.1952      |            |
| 142        | Лобус Георгий Константинович           | род. 30.01.1941         | Директор совхоза «Красный Октябрь» Стародубского района Брянской области | 23.08.1990      | [ ГС 135 ] |
| 143        | Ловчикова Елена Яковлевна              | 1923 — 24.03.2020       | Звеньевая Алма-Атинского табаководческого совхоза Министерства пищевой промышленности СССР, Илийский район Алма-Атинской области | 06.05.1949      | [ ГС 136 ] |
| 144        | Ловянников Николай Алексеевич          | 1925 — 09.04.2001       | Машинист экскаватора специализированного управления № 10 треста «Южгазпроводстрой» Министерства газовой промышленности СССР, гор. Ростов-на-Дону                                                                                                 | 01.07.1966      | [ ГС 137 ] |
| 145        | Логачёв Михаил Федосеевич              | род. 1932               | Старший крановщик Днепропетровского речного порта Главного управления речного флота при Совете Министров Украинской ССР | 04.05.1971      |            |
| 146        | Логачёва Анна Никитична                | 12.06.1922 — 25.04.2002 | Пекарь-мастер хлебозавода № 3 объединения «Алма-Атахлеб» Министерства пищевой промышленности Казахской ССР, гор. Алма-Ата | 26.04.1971      | [ ГС 138 ] |
| 147        | Логвин Николай Петрович                | 1915—1994               | Председатель колхоза «Заветы Ильича» Калининского района Сталинградской области | 20.11.1958      | [ ГС 139 ] |
| 148        | Логвиненко Алексей Фёдорович           | 17.03.1908 — 13.09.1972 | Директор свиноводческого совхоза имени XVII партконференции Министерства совхозов СССР, Харьковская область | 13.03.1948      | [ ГС 140 ] |
| 149        | Логвиненко Галина Григорьевна          | род. 1934               | Рабочая Хецерского совхоза Министерства сельского хозяйства СССР, Зугдидский район Грузинской ССР | 31.07.1950      | [ ГС 141 ] |
| 150        | Логвиненко Гордей Андреевич            | 1916 — 24.11.1962       | Старший чабан колхоза имени Молотова Степновского района Астраханской области | 10.06.1949      | [ ГС 142 ] |
| 151        | Логвиненко Иван Трофимович             | 03.06.1931 — 12.06.2011 | Механизатор колхоза «Шлях до комунизму» Пологовского района Запорожской области | 08.12.1973      | [ ГС 143 ] |
| 152        | Логвиненко Иван Феоктистович           | 21.10.1934 — 21.03.2001 | Бригадир формовщиков Харьковского завода транспортного машиностроения имени В. А. Малышева Министерства оборонной промышленности СССР | 26.04.1971      | [ ГС 144 ] |
| 153        | Логвиненко Михаил Ильич                | 1896—1969               | Начальник шахты № 3 Кочегарка комбината «Артёмуголь» Министерства угольной промышленности западных районов СССР, Сталинская область | 28.08.1948      | [ ГС 145 ] |
| 154        | Логвиненко Николай Афанасьевич         | 25.04.1927 — 09.03.1996 | Слесарь Крюковского вагоностроительного завода Министерства тяжёлого, энергетического и транспортного машиностроения СССР, Полтавская область | 05.04.1971      | [ ГС 146 ] |
| 155        | Логвиненко Юрий Александрович          | 06.08.1920 — 1999       | Директор шахты № 15—16 комбината «Гуковуголь» Министерства угольной промышленности СССР, Ростовская область | 30.03.1971      | [ ГС 147 ] |
| 156        | Логвиненко Яков Иванович               | 08.02.1923 — 30.09.1997 | Бригадир совхоза «Петраковский» Здвинского района Новосибирской области | 13.12.1972      | [ ГС 148 ] |
| 157        | Логвинова Вера Васильевна              | 29.12.1919 — ????       | Машинист подъёмной машины шахты имени Горького комбината «Донецкуголь» Сталинского совнархоза | 07.03.1960      | [ ГС 149 ] |
| 158        | Логинов Василий Григорьевич            | 04.12.1921 — 15.02.1986 | Директор совхоза «Дугино» Сычёвского района Смоленской области | 30.04.1966      | [ ГС 150 ] |
| 159        | Логинов Виктор Михайлович              | 15.02.1938 — 29.10.2009 | Директор производственного объединения «Гжель» Управления местной промышленности и межотраслевых производств Мособлисполкома, Московская область                                                                                                 | 30.04.1991      | [ ГС 151 ] |
| 160        | Логинов Михаил Сергеевич               | 24.11.1929 — 15.05.2011 | Заместитель директора по научной работе Научно-исследовательского института автоматической аппаратуры Министерства радиопромышленности СССР, гор. Москва                                                                                         | 19.09.1984      | [ ГС 152 ] |
| 161        | Логинова Евгения Андреевна             | род. 1946               | Бригадир отделочников строительно-монтажного управления № 2 треста крупнопанельного домостроения имени 60-летия СССР Министерства промышленного строительства СССР, Пермская область                                                             | 09.07.1986      | [ ГС 153 ] |
| 162        | Логуа Шалва Сардионович                | 07.01.1909 — 01.04.1978 | Управляющий трестом «Трансэлектромонтаж» Министерства транспортного строительства СССР, гор. Москва | 02.06.1962      | [ ГС 154 ] |
| 163        | Логунов Анатолий Алексеевич            | 30.12.1926 — 01.03.2015 | Ректор Московского государственного университета имени М. В. Ломоносова, академик и вице-президент Академии наук СССР | 23.01.1980      | [ ГС 155 ] |
| 164        | Логунов Пётр Фёдорович                 | 16.01.1908 — 12.1969    | Бригадир тракторной бригады Сурской МТС Ульяновской области | 27.02.1948      | [ ГС 156 ] |
| 165        | Логунцов Степан Ильич                  | 07.12.1915 — 19.04.1997 | Механик путевых машин Тайгинской дистанции пути Западно-Сибирской железной дороги, Кемеровская область | 04.08.1966      | [ ГС 157 ] |
| 166        | Ложенко Пелагея Макаровна              | 1904—1988               | Бригадир молочного племенного совхоза «Аламедин» Министерства совхозов СССР, Ворошиловский район Фрунзенской области | 27.03.1948      | [ ГС 158 ] |
| 166.000004 | Ложечник Ефросиния Акапсимовна         | 1923—1988               | Звеньевая колхоза «Большевик» Северского района Краснодарского края | 06.05.1948      | [ ГС 159 ] |
| 167        | Ложников Павел Александрович           | 07.03.1925 — 26.01.2014 | Регулировщик радиоаппаратуры Омского приборостроительного завода имени Н. Г. Козицкого Министерства радиопромышленности СССР | 29.07.1966      | [ ГС 160 ] |
| 168        | Ложовская Зинаида Яковлевна            | род. 21.06.1938         | Председатель колхоза «Серп и молот» Золочевского района Львовской области | 22.12.1977      |            |
| 169        | Лозин Тимофей Ермолаевич               | 05.03.1927 — 01.03.2010 | Бригадир комплексной бригады управления начальника работ № 13 строительного треста № 87 Главленинградстроя при исполкоме Ленинградского городского Совета народных депутатов                                                                     | 19.03.1981      | [ ГС 161 ] |
| 170        | Лозино-Лозинский Глеб Евгеньевич       | 25.12.1909 — 28.11.2001 | Главный конструктор Московского машиностроительного завода «Зенит» Министерства авиационной промышленности СССР | 03.04.1975      | [ ГС 162 ] |
| 170.000005 | Лозинская Мария Акимовна               | 22.07.1920 — ????       | Звеньевая колхоза «Социалистична перебудова» Лысогорского района Николаевской области | 16.02.1948      | [ ГС 163 ] |
| 171        | Лозиняк Марта Яковлевна                | 1899 — ????             | Звеньевая колхоза имени Калинина Рогатинского района Станиславской области | 26.02.1958      |            |
| 172        | Лозовой Николай Иванович               | 19.01.1922 — 02.04.2007 | Председатель колхоза имени Калинина Большенарымского района Восточно-Казахстанской области | 23.06.1966      | [ ГС 164 ] |
| 173        | Лойко Феодосий Степанович              | 1898 — ????             | Бригадир колхоза «Воля» Сахновщинского района Харьковской области | 16.02.1948      | [ ГС 165 ] |
| 174        | Локалова Хажа Муртузалиевна            | 15.12.1920 — 04.03.2002 | Учительница Хунзахской средней школы, Дагестанская АССР | 07.03.1960      | [ ГС 166 ] |
| 175        | Локк Ильда Иоэловна                    | 1900 — ????             | Звеньевая колхоза имени Сталина Леселидзевского сельсовета Гагрского района Абхазской АССР | 03.05.1949      | [ ГС 167 ] |
| 176        | Локотко Александр Васильевич           | 1914 — ????             | Звеньевой зернового совхоза «Канский» Министерства совхозов СССР, Канский район Красноярского края | 18.06.1949      | [ ГС 168 ] |
| 176.000006 | Локоть Анна Степановна                 | 07.01.1924 — ????       | Звеньевая колхоза «Первое Мая» Остёрского района Черниговской области | 23.04.1952      | [ ГС 169 ] |
| 177        | Локтионов Григорий Петрович            | 1897 — ????             | Бригадир полеводческой бригады зернового совхоза «Красный Октябрь» Министерства совхозов СССР, Алексеевский район Сталинградской области | 27.03.1948      | [ ГС 170 ] |
| 178        | Локтионов Николай Иванович             | род. 11.11.1927         | Мастер волгоградского металлургического завода «Красный Октябрь» Министерства чёрной металлургии СССР | 30.03.1971      | [ ГС 171 ] |
| 179        | Лола Анна Тихоновна                    | 18.12.1912 — 05.07.2008 | Звеньевая молочного совхоза № 9 имени Артёма Министерства совхозов СССР, Константиновский район Сталинской области | 14.05.1949      | [ ГС 172 ] |
| 180        | Лологаев Ахмет Бибердович              | 01.07.1924 — 05.04.2010 | Оператор по добыче нефти и газа нефтегазодобывающего управления «Малгобекнефть» объединения «Грознефть» Министерства нефтяной промышленности СССР, Чечено-Ингушская АССР                                                                         | 30.03.1971      | [ ГС 173 ] |
| 181        | Ломадзе Владимир Никифорович           | 15.03.1904 — 1972       | Директор Ахалшенского совхоза Министерства сельского хозяйства СССР, Батумский район Аджарской АССР | 17.08.1949      | [ ГС 174 ] |
| 182        | Ломадзе Карл Мелентьевич               | 1909 — ????             | Секретарь Болнисского районного комитета Компартии (большевиков) Грузии | 06.10.1950      | [ ГС 175 ] |
| 182.000007 | Ломадзе Тина Ясоновна                  | 1925 — ????             | Колхозница колхоза имени Леселидзе Махарадзевского района Грузинской ССР | 29.08.1949      | [ ГС 176 ] |
| 183        | Ломаев Валентин Николаевич             | 03.12.1948 — 1999       | Токарь Воткинского машиностроительного завода Министерства оборонной промышленности СССР, Удмуртская АССР | 23.11.1990      | [ ГС 177 ] |
| 184        | Ломаев Октябрь Михайлович              | 11.12.1924 — 14.12.1976 | Капитан-директор большого морозильного рыболовного траулера «Ульяновск» Управления рыбной промышленности, Приморский край | 13.04.1963      | [ ГС 178 ] |
| 185        | Ломакин Алексей Иванович               | род. 1926               | Мастер Ташкентского авиационного производственного объединения имени В.П. Чкалова Министерства авиационной промышленности СССР | 29.10.1981      | [ ГС 179 ] |
| 186        | Ломакин Виктор Павлович                | 22.04.1926 — 20.03.2012 | Первый секретарь Приморского краевого комитета КПСС | 17.03.1981      | [ ГС 180 ] |
| 187        | Ломакин Владимир Степанович            | 01.04.1931 — 29.03.1995 | Бригадир токарей Донского завода радиодеталей Министерства электронной промышленности СССР, Тульская область | 10.03.1981      | [ ГС 181 ] |
| 188        | Ломакин Павел Ипполитович              | 1887—1958               | Звеньевой колхоза «Коян-Кус» Илийского района Алма-Атинской области | 28.03.1948      | [ ГС 182 ] |
| 189        | Ломако Илья Павлович                   | 14.08.1918 — 26.02.1989 | Председатель колхоза имени Розы Люксембург Старо-Бешевского района Сталинской области | 08.02.1954      | [ ГС 183 ] |
| 190        | Ломако Пётр Фаддеевич                  | 12.07.1904 — 27.05.1990 | Министр цветной металлургии СССР, гор. Москва | 11.07.1974      | [ ГС 184 ] |
| 191        | Ломакова Елена Семёновна               | 31.05.1921 — 16.05.2002 | Птичница Братцевской птицефабрики Солнечногорского района Московской области | 22.03.1966      | [ ГС 185 ] |
| 192        | Ломая Венера Давидовна                 | род. 1928               | Звеньевая колхоза имени Берия Ахалсопельского сельсовета Зугдидского района Грузинской ССР | 29.08.1949      | [ ГС 186 ] |
| 193        | Ломидзе Антонина Васильевна            | 1908 — ????             | Звеньевая колхоза имени Тельмана Лагодехского района Грузинской ССР | 03.05.1949      | [ ГС 187 ] |
| 194        | Ломидзе Отари Александрович            | род. 1937               | Сталевар Руставского металлургического завода Министерства чёрной металлургии СССР, Грузинская ССР | 12.05.1977      | [ ГС 188 ] |
| 195        | Ломидзе Серапион Елизбарович           | 1907 — ????             | Звеньевой колхоза имени ЦК ВКП(б) Орджоникдзевского района Грузинской ССР | 09.08.1949      | [ ГС 189 ] |
| 196        | Ломидзе Тамара Георгиевна              | 1917 — ????             | Звеньевая колхоза «Цители Арбошики» Цителицкаройского района Грузинской ССР | 09.08.1949      | [ ГС 190 ] |
| 197        | Ломидзе Шалва Николаевич               | 1912 — ????             | Агроном колхоза «Шрома» Лагодехского района Грузинской ССР | 03.05.1949      | [ ГС 191 ] |
| 198        | Ломинадзе Андрей Сепович               | 1908 — ????             | Председатель исполнительного комитета Ванского районного Совета депутатов трудящихся Грузинской ССР | 09.08.1949      | [ ГС 192 ] |
| 199        | Ломинадзе Зинаида Ираклиевна           | 1914 — ????             | Колхозница колхоза имени Чарквиани Махарадзевского района Грузинской ССР | 19.07.1950      | [ ГС 193 ] |
| 200        | Ломинейшвили Исидор Владимирович       | 1906 — ????             | Заведующий районным отделом сельского хозяйства Болнисского района Грузинской ССР | 06.10.1950      |            |
| 201        | Ломинога Владимир Михайлович           | 16.12.1936 — 02.11.2020 | Звеньевой кормодобывающего звена рисосовхоза «Северный» Сальского района Ростовской области | 29.08.1986      | [ ГС 194 ] |
| 202        | Ломодуров Николай Зиновьевич           | 28.10.1909 — 03.05.1976 | Старший механик Базановской МТС Бирского района Башкирской АССР | 02.04.1948      | [ ГС 195 ] |
| 203        | Лонский Дмитрий Демьянович             | 1921 — ????             | Председатель колхоза имени Кирова Чудновского района Житомирской области | 17.08.1988      |            |
| 204        | Лончаков Александр Григорьевич         | род. 1934               | Звеньевой совхоза «Приаргунский» Приаргунского района Читинской области | 23.06.1966      | [ ГС 196 ] |
| 205        | Лоншаков Павел Иванович                | 1910—1980               | Председатель колхоза имени Калинина Малмыжского района Кировской области | 23.06.1966      | [ ГС 197 ] |
| 206        | Лопанова Пелагея Филипповна            | 02.10.1923 — 30.08.2012 | Бригадир тракторной бригады Кабановской МТС Усть-Калманского района Алтайского края | 11.01.1957      | [ ГС 198 ] |
| 207        | Лопатин Василий Павлович               | 14.01.1905 — 06.08.1982 | Моторист электропилы Ровдинского леспромхоза Архангельской области | 05.10.1957      | [ ГС 199 ] |
| 208        | Лопатин Нестер Степанович              | 13.03.1924 — 10.06.1973 | Комбайнёр Голышмановской МТС Тюменской области | 21.06.1952      | [ ГС 200 ] |
| 209        | Лопатин Николай Яковлевич              | 30.07.1931 — 13.03.1992 | Начальник Государственного центрального полигона Капустин Яр Министерства обороны СССР, генерал-майор | 18.08.1983      | [ ГС 201 ] |
| 210        | Лопатина Екатерина Андреевна           | 21.11.1908 — 01.03.1991 | Звеньевая Михайловского свеклосовхоза Министерства пищевой промышленности СССР, Панинский район Воронежской области | 18.05.1948      | [ ГС 202 ] |
| 211        | Лопатина Зоя Яковлевна                 | 14.06.1932 — 2023       | Доярка колхоза «Дружба народов» Красногвардейского района Крымской области | 06.09.1973      | [ ГС 203 ] |
| 212        | Лопатинская Лидия Николаевна           | 24.12.1924 — 03.07.2015 | Доярка колхоза «Украина» Ширяевского района Одесской области | 22.03.1966      | [ ГС 204 ] |
| 213        | Лопатка Акулина Афанасьевна            | 1913 — ????             | Звеньевая колхоза «Коммунар» Покровского района Днепропетровской области | 06.06.1949      |            |
| 214        | Лопаткин Николай Алексеевич            | 18.02.1924 — 16.09.2013 | Заведующий кафедрой урологии и оперативной нефрологии 2-го Московского медицинского института имени Н. И. Пирогова, главный уролог Четвёртого Главного управления при Министерстве здравоохранения СССР, академик Академии медицинских наук СССР | 27.06.1978      | [ ГС 205 ] |
| 215        | Лопаткина Анна Николаевна              | 27.03.1910 — 1980       | Работница Курского завода «Аккумулятор» Курского совнархоза | 07.03.1960      | [ ГС 206 ] |
| 216        | Лопатюк Юрий Васильевич                | род. 25.02.1924         | Бригадир комплексной бригады Солотвинского солерудника Министерства пищевой промышленности Украинской ССР, Закарпатская область | 21.07.1966      |            |
| 217        | Лопсанчап Оорджак Чываажик             | 1903—1977               | Чабан колхоза «30 лет Октября» Дзун-Хемчикского района Тувинской автономной области | 25.12.1959      | [ ГС 207 ] |
| 218        | Лопухина Галина Владимировна           | 22.04.1936 —            | Доярка госплемзавода «Лесное» Гатчинского района Ленинградской области | 29.08.1986      | [ ГС 208 ] |
| 219        | Лопухова Пелагея Васильевна            | 05.10.1918 — 12.07.2002 | Звеньевая колхоза имени Калинина Кировского района Таласской области | 29.05.1950      | [ ГС 209 ] |
| 220        | Лопырин Анатолий Иванович              | 20.11.1909 — 08.10.1970 | Заведующий отделом Всесоюзного научно-исследовательского института овцеводства и козоводства, гор. Ставрополь | 08.01.1970      | [ ГС 210 ] |
| 221        | Лордкипанидзе Георгий Несторович       | 1926 — ????             | Звеньевой колхоза имени Берия Ванского района Грузинской ССР | 05.09.1950      | [ ГС 211 ] |
| 222        | Лордкипанидзе Константин Александрович | 07.01.1905 — 30.07.1986 | Грузинский писатель, редактор альманаха «Заря», гор. Тбилиси Грузинской ССР | 03.06.1985      | [ ГС 212 ] |
| 223        | Лория Геронтий Эвтихович               | 30.11.1935 — 05.08.2002 | Бригадир комплексной бригады производственного строительно-монтажного объединения «Кургантяжстрой» Министерства строительства предприятий тяжёлой индустрии СССР, Курганская область                                                             | 25.10.1985      | [ ГС 213 ] |
| 224        | Лорткипанидзе Владимир Соломонович     | 1906 — ????             | Секретарь Маяковского районного комитета Компартии (большевиков) Грузии | 09.08.1949      | [ ГС 214 ] |
| 225        | Лорткипанидзе Мамуд Сулейманович       | 1909—2001               | Звеньевой колхоза имени Ворошилова Кедского района Аджарской АССР | 03.05.1949      | [ ГС 215 ] |
| 226        | Лорх Александр Георгиевич              | 27.05.1889 — 06.02.1980 | Селекционер, бывший научный сотрудник Института картофельного хозяйства, профессор, Московская область | 30.05.1964      | [ ГС 216 ] |
| 227        | Лосев Александр Григорьевич            | 01.01.1926 — 24.09.2007 | Слесарь Московского инструментального завода «Калибр» Министерства станкостроительной и инструментальной промышленности СССР | 02.09.1982      | [ ГС 217 ] |
| 228        | Лосев Константин Петрович              | 1881—1974               | Бригадир полеводческой бригады колхоза «Заветы Ильича» Канского района Красноярского края | 07.01.1948      | [ ГС 218 ] |
| 229        | Лосев Олег Андреевич                   | 20.06.1923 — 06.04.1993 | Заместитель Министра радиопромышленности СССР, генерал-лейтенант, гор. Москва | 11.02.1985      | [ ГС 219 ] |
| 230        | Лосев Семён Фёдорович                  | 31.08.1914 — 29.03.1974 | Директор совхоза «Плосковский» Починковского района Смоленской области | 08.04.1971      | [ ГС 220 ] |
| 231        | Лоскутников Владимир Дмитриевич        | 22.09.1922 — 12.02.2006 | Сталевар Петровск-Забайкальского металлургического завода, Читинская область | 19.07.1958      | [ ГС 221 ] |
| 232        | Лоскутова Раиса Михайловна             | 24.11.1928 — 05.01.2013 | Прядильщица Херсонского хлопчатобумажного комбината Херсонского совнархоза | 07.03.1960      | [ ГС 222 ] |
| 233        | Лотарёв Владимир Алексеевич            | 15.11.1914 — 20.07.1994 | Начальник и главный конструктор Государственного союзного Запорожского машиностроительного конструкторского бюро «Прогресс» Министерства авиационной промышленности СССР                                                                         | 14.11.1974      | [ ГС 223 ] |
| 234        | Лоткова Мария Фёдоровна                | 1915 — ????             | Звеньевая Фёдоровского свеклосовхоза Министерства пищевой промышленности СССР, Великобурлуцкий район Харьковской области | 30.04.1948      | [ ГС 224 ] |
| 235        | Лотников Михаил Демьянович             | 18.09.1903 — 03.10.1967 | Поливальщик риса колхоза «За мир» Абинского района Краснодарского края | 23.06.1966      | [ ГС 225 ] |
| 236        | Лотоцкий Борис Филиппович              | 1927 — ????             | Председатель колхоза «Украина» Млиновского района Ровенской области | 22.12.1977      |            |
| 237        | Лохин Иван Павлович                    | 23.09.1926 — 05.07.2007 | Старший оператор Новокуйбышевского нефтеперерабатывающего комбината Министерства нефтеперерабатывающей и нефтехимической промышленности СССР, Куйбышевская область                                                                               | 28.05.1966      | [ ГС 226 ] |
| 238        | Лохматиков Георгий Прокопьевич         | 20.05.1929 — 12.11.2002 | Управляющий Всесоюзным государственным специализированным трестом по монтажу гидросилового оборудования «Спецгидроэнергомонтаж» Министерства энергетики и электрификации СССР, гор. Ленинград                                                    | 29.04.1986      | [ ГС 227 ] |
| 239        | Лошакова Надежда Корнеевна             | 1903 — ????             | Звеньевая колхоза «Комсомольская правда» Джувалинского района Южно-Казахстанской области | 28.03.1948      | [ ГС 228 ] |
| 240        | Лощёнова Клавдия Михайловна            | 11.11.1914 — 29.04.2008 | Доярка колхоза имени Сталина Луховицкого района Московской области | 07.04.1949      | [ ГС 229 ] |

| Навигационная таблица | Навигационная таблица |
| --------------------- | --------------------- |
| «Л»                   | Лаанеметс — Лещинер   |
| «Л»                   | Ли — Лощёнова         |
| «Л»                   | Лубенец — Ляшко       |